# Brijdorpe
Brijdorpe es una localidad del municipio de Schouwen-Duiveland, en la provincia de Zelanda (Países Bajos). Está situado unos 23 km al suroeste de Hellevoetsluis.
Tuvo municipio propio hasta 1813, cuando fue absorbido por el de Duivendijke.